# A Christmas Carol (film 1959)
A Christmas Carol è un film per la televisione del 1959 per la serie Fredric March Presents Tales from Dickens, diretto da Neil McGuire.
Fredric March era stato protagonista nel 1954 alla televisione americana di una fortunata versione del romanzo Canto di Natale di Charles Dickens, con Basil Rathbone nel ruolo dello spettro di Marley. Questa volta Fredric March introduce il collega come protagonista della storia nel ruolo di Ebenezer Scrooge.

## Trama
L'avaro e gretto Ebenezer Scrooge, alla vigilia di Natale, non vuole fare la carità né è intenerito dalla visita di un nipote. Tornato a casa, Scrooge vede il fantasma del suo ex socio che lo mette in guardia. La notte, verrà poi visitato da tre spiriti: lo spirito del Natale passato, lo spirito del Natale presente e lo spirito del futuro che lo attende se non cambia atteggiamento verso gli altri.

## Produzione
Il film fu prodotto negli Stati Uniti da Towers of London Productions in collaborazione con The Dickensian Society - London

## Distribuzione
Il film fu trasmesso nel Regno Unito su Associated TeleVision, il 27 dicembre 1959.